# Green (Ohio)
Green ist eine City im Summit County des US-Bundesstaates Ohio. Sie ist Teil der Akron Metropolitan Statistical Area und liegt zwischen Akron und Canton. Nach der Volkszählung 2020 hatte die Stadt eine Gesamtbevölkerung von 27.475 Einwohnern.

## Geschichte
Green Township wurde erstmals 1809 als Teil von Stark County gegründet. Green Township wurde Teil des Summit County nach dessen Gründung im Jahr 1840. Green hatte mehrere nicht eingemeindete Weiler, vor allem Greensburg. Um 1900 gab es fünf nicht eingemeindete Siedlungen in Green Township, umgeben von Ackerland mit wertvollen Feldfrüchten und Kohlegebieten. Die lokale Wirtschaft wandelte sich von der Landwirtschaft zu Handel und Produktion. Um 1950 begannen die Farmer, ihr Land an Bauträger zu verkaufen, um dort Wohnungen zu bauen. Die zunehmende Entwicklung in der Gemeinde führte zu Diskussionen darüber, eine Stadt zu werden. Die Wähler stimmten dem Zusammenschluss des Dorfes mit dem Rest der Township im Jahr 1991 zu. Zu Beginn des Jahres 1991 wurde Green Township als Village of Green eingemeindet. Das Village of Green wurde 1992 zur Stadt erklärt.

## Demografie
Nach der Volkszählung von 2020 leben in Green 27.475 Menschen. Die Bevölkerung teilt 2019 auf in 94,3 % Weiße, 1,4 % Afroamerikaner, 0,2 % amerikanische Ureinwohner, 2,2 % Asiaten, 0,1 % Ozeanier und 1,7 % mit zwei oder mehr Ethnizitäten. Hispanics oder Latinos aller Ethnien machten 0,5 % der Bevölkerung aus. Das mittlere Haushaltseinkommen lag bei 75.566 US-Dollar und die Armutsquote bei 10,2 %.
| Jahr | Einwohner¹ |
| ---- | ---------- |
| 1990 | 3.553      |
| 2000 | 22.817     |
| 2010 | 25.699     |
| 2020 | 27.475     |

¹ 1990 – 2020: Volkszählungsergebnisse